# Albert O. Hirschman
Albert Otto Hirschman, ursprungligen Hirschmann, född 7 april 1915 i Berlin, död 10 december 2012 i Ewing Township, New Jersey, var en tysk-amerikansk ekonom och samhällsvetare samt författare till flera böcker om politisk ekonomi. 

## Biografi
Hirschman studerade ekonomi vid London School of Economics, HEC Paris, Paris universitet och universitetet i Trieste.
Hans första stora bidrag var utvecklingsekonomi. Här betonade han behovet av obalanserad tillväxt. Han menade att ojämlikhet borde uppmuntras för att stimulera tillväxt och hjälpa till att mobilisera resurser eftersom utvecklingsländerna saknar beslutsfattande förmåga. Nyckeln till detta var att uppmuntra branscher med många kopplingar till andra företag. Hans senare arbete var i politisk ekonomi och där avancerade han två planer.
Under andra världskriget spelade han en nyckelroll i att rädda flyktingar från det ockuperade Frankrike.